# Eremophila maitlandii
Eremophila maitlandii är en flenörtsväxtart som beskrevs av Ferdinand von Mueller och George Bentham. Eremophila maitlandii ingår i släktet Eremophila och familjen flenörtsväxter. Inga underarter finns listade i Catalogue of Life.